# Dettlef Günther
Dettlef Günther (ur. 27 kwietnia 1954 w Erlabrunn) – niemiecki saneczkarz reprezentujący NRD, mistrz olimpijski, świata i Europy.

## Kariera
Pierwszy sukces w karierze osiągnął w styczniu 1975 roku, kiedy zdobył złoty medal w jedynkach podczas mistrzostw Europy w Olang. Rok później wystartował na igrzyskach olimpijskich w Innsbrucku, zdobywając złoty medal. W zawodach tych wyprzedził Josefa Fendta z RFN i Hansa Rinna z NRD. Kolejne dwa medale zdobył w 1979 roku. Najpierw zajął drugie miejsce na mistrzostwach Europy w Oberhofie, a następnie zwyciężył podczas mistrzostw świata w Königssee. Brał też udział w igrzyskach olimpijskich w Lake Placid, kończąc rywalizację w jedynkach na czwartej pozycji. Walkę o podium przegrał tam z Antonem Winklerem z RFN o 0,618 sekundy.

## Osiągnięcia

### Igrzyska olimpijskie
| Rok  | Miejsce     | Jedynki |
| ---- | ----------- | ------- |
| 1976 | Innsbruck   | 1.      |
| 1980 | Lake Placid | 4.      |